# The Resistance (album)
The Resistance là album phòng thu thứ năm của ban nhạc Alternative rock Anh Muse, phát hành ở Anh vào 14 tháng 9 năm 2009 và ở Băc Mỹ ngày 15 tháng 9 năm 2009.